# Zeitschrift für die Alterthumswissenschaft

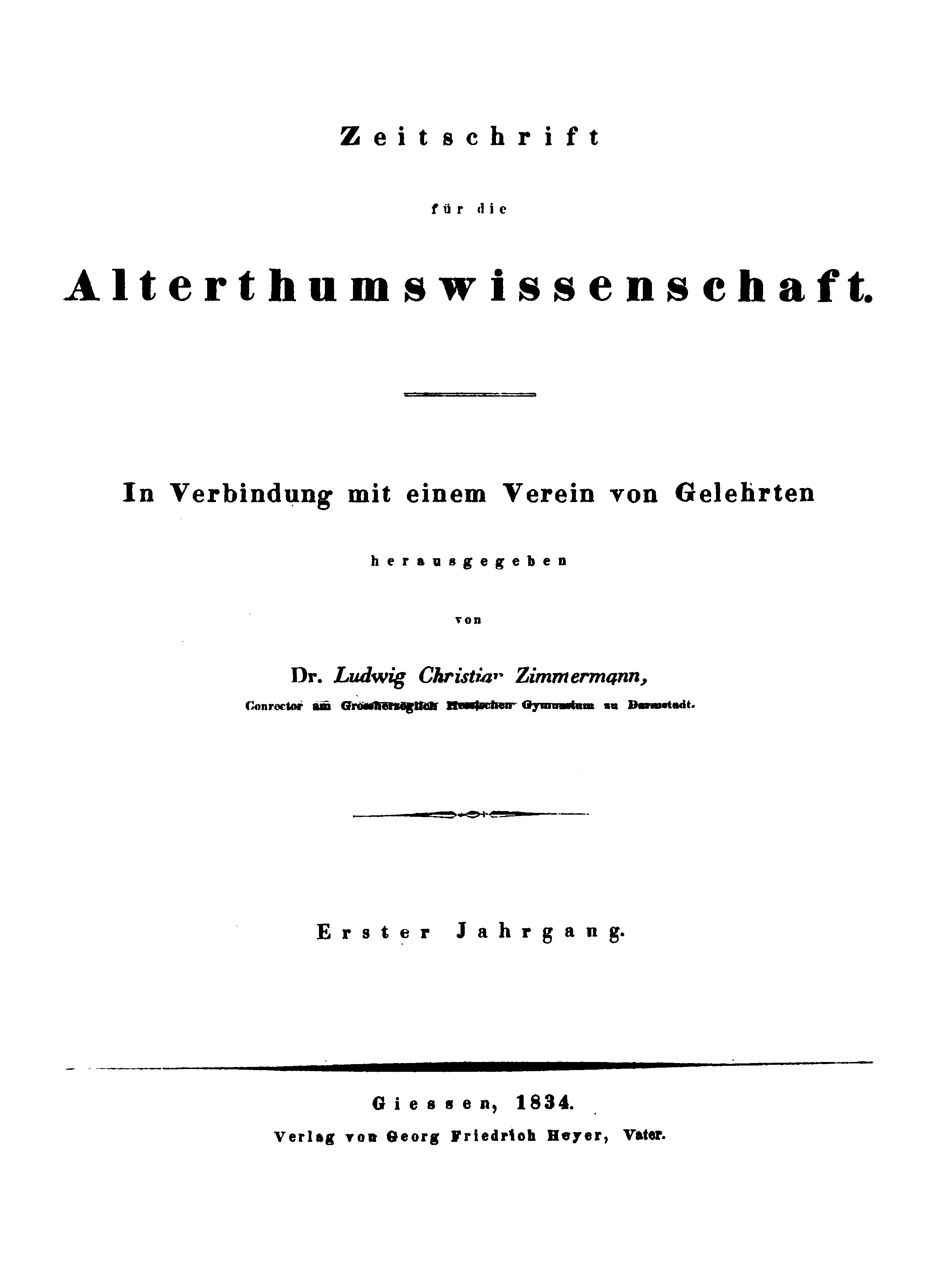

Die Zeitschrift für die Alterthumswissenschaft erschien von 1834 bis 1857 in zwei Serien. Die ersten neun Jahrgänge 1834–1842 wurden von dem Begründer Ludwig Christian Zimmermann (1834–1838), von Karl Zimmermann (1839–1841), Friedrich Zimmermann (1840–1842) und Maximilian Fuhr (1842) herausgegeben. Von 1840 bis 1842 wurde als wöchentliche Beilage die Gymnasial-Zeitung. Beiblatt zur Zeitschrift für die Alterthumswissenschaft mitgeliefert. Die neue Serie mit 15 Jahrgängen (1843–1857) wurde von Theodor Bergk (1843–1852) und Carl Julius Caesar (1843–1857) herausgegeben.